# Guata
Guata es un municipio del departamento de Olancho en la República de Honduras.

## Toponimia
La palabra Guata significa en náhuatl "abundancia de tierra vegetal".

## Límites
Está ubicado el noroeste del Departamento de Olancho.
| Orientación | Límite                                     |
| ----------- | ------------------------------------------ |
| Norte       | Municipio de Esquipulas del Norte, Olancho |
| Norte       | Municipio de Olanchito, Yoro               |
| Sur         | Municipio de Manto, Olancho                |
| Este        | Municipio de Gualaco, Olancho              |
| Oeste       | Municipio de Jano, Olancho                 |
| Oeste       | Municipio de Esquipulas del Norte, Olancho |

La cabecera está situada en el centro del valle fluvial del Río Mame.

## Historia
A mediados del año de 1777 fue fundado el municipio de Guata, siendo este uno de los más antiguos del Departamento de Olancho.
En 1814, Guata pasó a la categoría de municipio.
En 1843, obtuvo sus ejidos.
En 1791, en el recuento de población de 1791 formó parte del Curato de Silca.
En 1889, en la División Política Territorial 1889 era uno de los municipios del Distrito de Manto.

## Población
El municipio de Guata actualmente tiene un población que supera los 12,801 habitantes.

## Educación
Es un municipio que ha prosperado mucho en los últimos años. En la actualidad cuenta con servicios básicos como: escuela de educación primaria, colegio de segunda enseñanza o educación media, luz eléctrica, agua potable, servicio telefónico y servicio de Internet.

## Turismo

### Fiesta Patronal
Las festividades locales son celebradas en honor a Santiago Apóstol el 25 de julio de cada año. Realizando en dichas festividades, una diversidad de actividades en relación con las costumbres y tradiciones de este municipio.

## División Política
Aldeas: 6 (2013)
Caseríos: 
| Código | Aldea        |
| ------ | ------------ |
| 151001 | Guata        |
| 151002 | Azacualpita  |
| 151003 | Corralitos   |
| 151004 | La Ensenada  |
| 151005 | La Estancia  |
| 151006 | Pueblo Viejo |